# Jesús, Paraguay

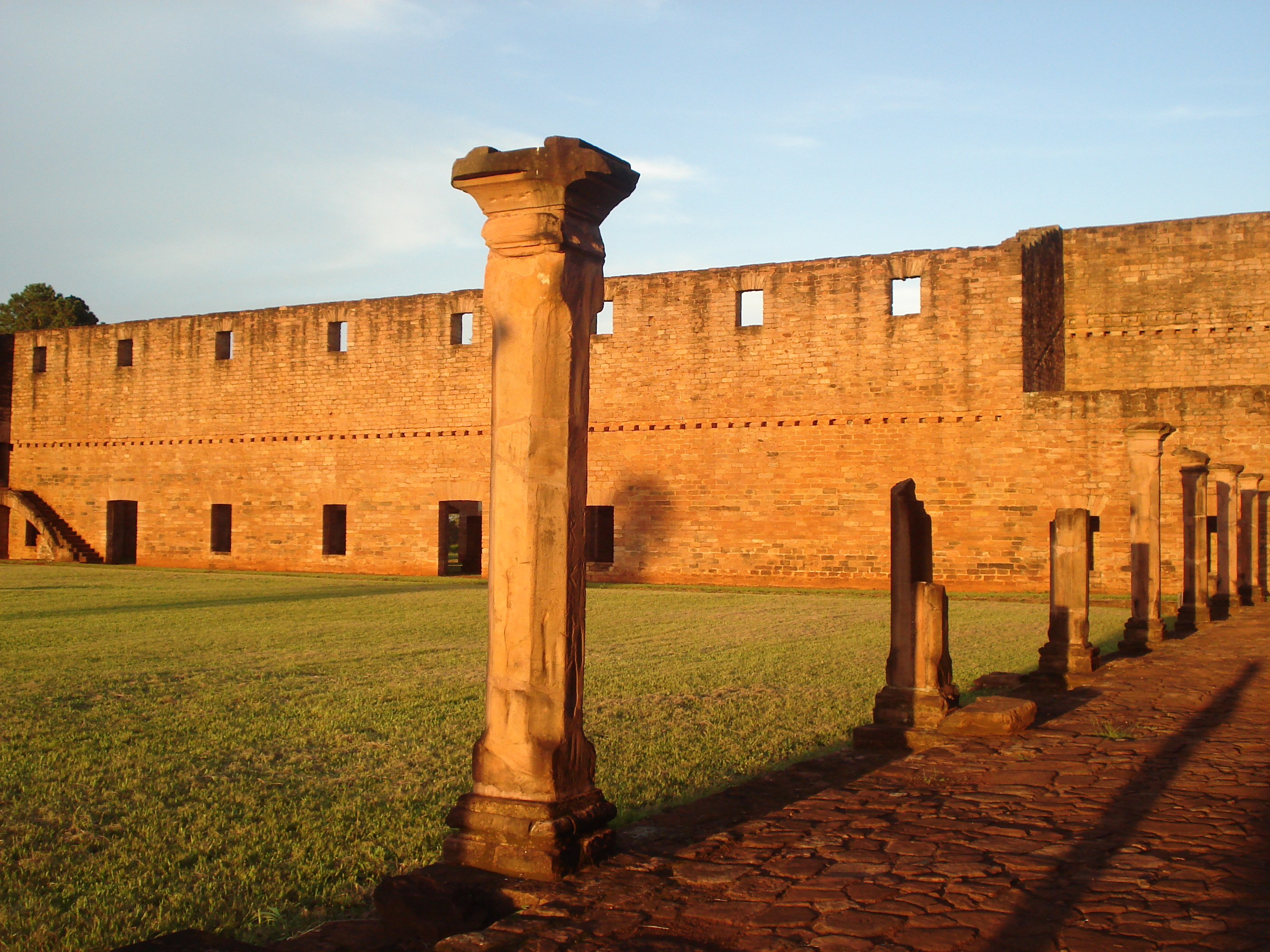
Jesús, Paraguay.

Jesús este un district în Departamentul Itapúa, Paraguay. La 2002 avea o populație totală de 5.560 locuitori.